# Лунафрейя Нокс Флёре
Лунафре́йя Нокс Флёре (яп. ルナフレーナ・ノックス・フルーレ Рунафурэна Ноккусу Фурьюрэ, англ. Lunafreya Nox Fleuret) или просто Лу́на (яп. ルーナ Рьюна, англ. Luna) — персонаж франшизы Final Fantasy и героиня компьютерной ролевой игры Final Fantasy XV, а также нескольких медиа по её мотивам и других проектов серии, разработанных компанией Square Enix. Она является высокопоставленной фигурой в игровом мире Эосе — Оракулом, обладающим даром общаться с божествами, известными как Астралы. Будучи невестой главного героя Ноктиса Люциса Кэлума, Лунафрейя на расстоянии помогает своему возлюбленному в его стремлении стать Истинным королём из легенд и спасти их мир от тьмы.
Лунафрейю придумал руководитель FFXV Хадзимэ Табата, а её прототипом послужила Стелла Нокс Флёре, оригинальная героиня игры, чей образ был переосмыслен создателями проекта. Юсукэ Наора разработал дизайн Луны исходя из видения Табаты, задумавшего её как девушку, которая берёт на себя ответственность с юных лет. Рина Китагава и Эми Шилз озвучили Лунафрейю в игре, а Сиори Куцуна и Лина Хиди — в фильме «Кингсглейв» на японском и английском языках. Героиня получила смешанные отзывы: многие критики сетовали на её роль и ограниченное участие в сюжете. Рецензенты также критиковали непоследовательное изображение девушки в медиа по мотивам игры.

## Создание
Изначально Final Fantasy XV задумывалась как спин-офф Final Fantasy XIII, а её разработка началась в 2006 году. Впоследствии представители Square Enix переосмыслили проект, что привело к смене игровой платформы и команды разработчиков, а также изменению сюжета. Оригинальной героиней Versus XIII была Стелла Нокс Флёре, дизайн и образ которой придумал руководитель проекта Тэцуя Номура; о её существовании стало известно из рекламных материалов 2007 года. Номура хотел, чтобы она выделялась на фоне всех предыдущих героинь Final Fantasy.
По задумке Номуры, между Стеллой и протагонистом Ноктисом Люцисом Кэлумом складывались в большей степени платонические, нежели романтические отношения, так как руководитель Versus XIII намеревался показать нетипичное взаимодействие между главными героями. Стелла была очень вежливым человеком, что подчёркивалось в диалогах с ней. Ключевой сценой с её участием было знакомство и разговор с Ноктисом в начале повествования. На ранних этапах разработки планировалось, что Стелла как и протагонист будет обладать магическими способностями и в определённый момент сюжета будет вынуждена сразиться с ним в бою. Источником её сил была Этро, богиня из подсерии Fabula Nova Crystallis, в которую входила Versus XIII. Впоследствии разработчики исключили упоминания о божествах и терминологию подсерии, но при этом сохранили отдельные тематические элементы.
В период перехода от Versus XIII к FFXV в 2012—2014 годах, в котором разработчики сократили повествование до одной игры вместо запланированной серии, они переосмыслили роль главной героини, так как она шла вразрез с образом Стеллы. Тем не менее, создателей беспокоила реакция фанатов, которые уже имели представление о презентованной героине. В какой-то момент разработчики планировали расширить роль Стеллы в сюжете, однако новый руководитель Хадзимэ Табата был против этой идеи. Создатели пришли к выводу, что фанаты будут разочарованы изменением личности и роли девушки, поэтому решили создать новую героиню. В последней раз Стелла Нокс Флёре появлялась в рекламных материалах 2013 года, во время раскрытия нового названия игры.

### Образ
Табата создал Лунафрейю как замену Стеллы для новой истории, в результате чего у разработчиков не было каких-либо ограничений при работе над персонажем. Несмотря на схожую внешность и сохранение связи с божественными силами, Луна не унаследовала особые магические способности Стеллы, так как те не вписывались в переосмысленный сюжет и не соответствовали её новому образу. На ранних этапах создания героини разработчики решили, что она возьмёт на себя определённую ответственность уже в юном возрасте, чтобы противопоставить её протагонисту Ноктису; также они сделали её старше протагониста. По словам Табаты, у Ноктиса и Лунафрейи была нетипичная любовная история. Также он заявил, что в личностном плане Луна была сильнее Стеллы и своего возлюбленного, вплоть до того, что большая часть арки персонажа Ноктиса произошла благодаря её влиянию. Сцена, в которой дух Лунафрейи является Ноктису после её смерти была данью уважения аналогичному эпизоду с участием Айрис Гейнсборо из Final Fantasy VII.
Дизайн Лунафрейи разработал Юсукэ Наора. По задумке Табаты, она обладала «сильной и героической» внешностью, причём эти особенности подчёркивали выражения её лица и действия. Художники уделили особое внимание форме глаз и рта Луны и смешали внешность девушки из Final Fantasy XV с её внешностью из анимационного приквела «Кингсглейв», чтобы даже когда героиня оставалась неподвижной она излучала грацию и силу. Лицо Луны отражало широкий спектр эмоций, продиктованных её целями, в результате чего она выглядела серьёзной и грустной. По словам Наоры, Лунафрейя была одной из самых сложных персонажей, которых ему довелось создать. Чтобы передать сильную волю и высокое положение Лунафрейи в Эосе через её внешность, дизайнер провёл несколько консультаций с профессиональным парикмахером и визажистом, после которых добавил макияж у её глаз и рта, и придумал причёску, сделать которую «было бы невозможно без помощи служанки». Разработчики не изобразили Луну чересчур чопорной, чтобы игроки охотнее ассоциировали себя с ней. Чтобы показать её причёску максимально реалистичной создатели использовали движок Luminous Engine для рендеринга в реальном времени предварительного подготовленного парика на манекене. Свадебное платье, которое Луна должна была надеть на свадьбу с Ноктисом, создала английский модельер Вивьен Вествуд в рамках своей коллекции 2014/15.
Изначально разработчики заявляли, что на придуманном Ёситакой Амано логотипе FFXV изображалась важная богиня из игрового мира, однако впоследствии приняли решение отождествить эту женщину с Лунафрейей. В оригинальной концовке Луна являлась Ноктису в подобной божественной форме, чтобы наделить его своей силой во время финальной битвы. Сэйю протагониста Тацухиса Судзуки попросил Табату добавить его персонажа на логотип вместе с Лунафрейей. Создатели проекта одобрили эту идею, в результате чего Амано нарисовал ещё один логотип с обоими героями, который появляется после завершения сюжетной кампании. По задумке создателей, обновлённый логотип символизирует начало нового пути и олицетворяет историю разработки.

### Исполнение
При создании Лунафрейи Табата осознавал её сходство с главной героиней Final Fantasy X Юной и намеревался раскрыть концепцию благочестивой и решительной женщины под другим углом. Режиссёр «Кингслейва» Такэси Нозуэ назвал Лунафрейю «краеугольным каменем», который связывает повествования Final Fantasy XV и двух медиа по её мотивам — анимационный фильм и аниме «Братство». Несмотря на ограниченное количество экранного времени в «Кингслейве», героиня демонстрировала свой сильный характер через решимость достичь заветной цели. Впоследствии дизайн Луны лёг в основу образа Аэры Мирус Флёре, прародительницы, представленной в медиа, посвящённой главному антагонисту игры Ардину Изунии.
На японском языке Лунафрейю озвучила Рина Китагава, в то время как в английской версии у героини было две актрисы озвучивания — взрослую Луну озвучила Эми Шилз, а её юную версию Лилиана Чомски. По словам Шилз, роль показалась ей интересной, так как в Лунафрейе сочетались сила и уязвимость. В «Кингслейве» японским «голосом» Луны стала Сиори Куцуна, а английским — Лина Хиди; изначально анимационный фильм должны были озвучить те же актёры, что озвучили игру, однако создатели проекта в конечном итоге отказались от этой идеи и привлекли к озвучиванию известных актёров, чтобы повысить зрительский интерес к анимационному фильму. Куцуна ранее не озвучивала героев компьютерного фильма, поэтому работа над «Кингслейвом» стала для неё необычным опытом. Она описала Луну как сильную и вежливую девушку, которая с помощью последнего качества более эффективно доносит до окружающих свои эмоциональные речи. Реплики Куцуны записывались в последнюю очередь, поэтому у неё была возможность отталкиваться от записей остальных сэйю. В FFXV Юми Ёситацу сыграла Лунафрейю с помощью захвата движения, а в «Кингслейве» её заменила Аманда Пьери. Прототипом версии героини из фильма послужила русская модель Соня Мальцева.

## Появления

### Final Fantasy XV
Лунафрейя Нокс Флёре — принцесса Тенебры, изначально независимой нации в игровом мире Эосе. В детстве она знакомится с Ноктисом, когда её мать королева Сильва излечивает юного принца от заражения Звёздной скверной, нависшей над Эосом магической чумы. После смерти Сильвы во время нападения на Тенебру войск империи Нифльхейма с целью убить Ноктиса и его отца короля Региса, Лунафрейя становится новым Оракулом, высокопоставленной религиозной фигурой, который общается с божествами Эоса Астралами и сдерживает распространение Звёздной скверны. Отношения Луны и её брата Равуса, который винит Региса в смерти Сильвы, осложняет непоколебимая вера девушки в предназначение Ноктиса стать Истинным королём из легенд, что уничтожит Звёздную скверну. У героини формируются прочные узы с человеческом воплощением Астрала Шивы по имени Джентьяна, благодаря чему последняя сохраняет свою веру в человечество.
Лунафрейя становится невестой Ноктиса по условиям мирного договора между его родиной Инсомнией и Нифльхеймом. Когда войска империи нарушают соглашение, убивают Региса и разрушает Инсомнию, Луна пробуждает Астралов и заключает с ними заветы, договоры на оказание помощи в трудных ситуациях, чтобы божества поделились своей силой с Ноктисом, который в это время собирает по Эосу Королевское оружие с целью отвоевать захваченный Нифльхеймом Кристалл Люциса. Позже выясняется, что заветы с Астралами постепенно убивают её, из-за чего она просит Равуса завершить её дело в случае преждевременной смерти. Во время заключения завета с Астралом Левиафан Луна погибает от руки Ардина. Перед смертью Оракул успевает передать фамильное кольцо Люциев своему жениху, с помощью которого тот должен стать Истинным королём. В дальнейшем её дух продолжает являться Ноктису и помогает ему в противостоянии с Ардином, после чего возлюбленные воссоединяются в загробной мире, когда протагонист жертвует жизнью, чтобы очистить Эос от Звёздной скверны.

### Медиа по мотивамFinal Fantasy XV
Лунафрейя появляется в нескольких медиа по мотивам Final Fantasy XV. Она фигурирует в аниме «Братство»: во втором эпизоде Оракул переписывается с Промпто Аргентумом после того, как тот помогает одной из её собак Прине и призывает молодого человека подружиться с Ноктисом; кроме того, для Blu-ray-издания аниме были созданы дополнительные сцены с её участием. Во время событий «Кингслейва» Луна безуспешно пытается добраться до Ноктиса и его отца Региса и становится свидетельницей вторжения войск Нифльхейма в столицу Люциса Инсомнию. Героиня сбегает с кольцом Люциев, в то время как Регис и член элитного подразделений Королевских Глеф Никс Ульрик жертвуют собой, чтобы обезопасить её побег.
Луна должна была стать игровым персонажем одного из эпизодов загружаемого контента Dawn of the Future, в котором был представлен альтернативный финал игры, однако все они, за исключением первого, были отменены, а сюжетная линия дополнения легла в основу одноимённого романа. По сюжету, Астрал Багамут воскрешает Лунафрейю, чтобы та вместо Ардина помогла ему в осуществлении плана уничтожить всю жизнь на планете, однако девушка восстаёт против божества. От смерти её спасают Ноктис и Джентьяна. После исчезновения Звёздной скверны и магии из Эоса, жизнь возвращается в прежнее русло, а Луна и Ноктис женятся.

### Другие появления
Лунафрейя и другие персонажи FFXV появляются в мобильной игре Mobius Final Fantasy в качестве карт способностей. Героиня фигурирует в одной из миссий игры Final Fantasy Record Keeper и является игровым персонажем в Final Fantasy Brave Exvius и Dissidia Final Fantasy Opera Omnia. Также Луна предстаёт как одна из советников в спин-оффе FFXV с подзаголовком A New Empire.
Из всех женских героинь игры в трейлерах и иных материалах, рекламирующих Final Fantasy XV, больше всего внимание было уделено Лунафрейе. В 2018 году скин Луны являлся частью загружаемого контента FFXV для Minecraft. Play Arts Kai выпустила фигурка героини с подвижными шарнирами, сменными кистями рук и её уникальным оружием — Трезубцем Оракула. Несколько карт с изображением Луны есть в коллекционной карточной игре Final Fantasy.

## Восприятие
Фанаты Final Fantasy негативно восприняли новость о замене Стеллы, в то время как Табата отстаивал это решение, утверждая что таким образом они смогут сохранить симпатию к прототипу Лунафрейи и отбросить предубеждения в отношении новой героини. В статье USGamer, которая была посвящена изображению и роли женщин в компьютерных играх и появилась в сети до релиза игры, рецензент издания Наксия Оксфорд отметила, что перевод героинь — включая Лунафрейю — из разряда игровых персонажей в статус второстепенных противоречит заветам серии. В своей статье для GameSpot Алекса Рэй Корриа высказала иную точку зрения о гендерной роли Лунафрейи и, после просмотра «Кингслейв», во время которого она оценила «исключительную выдержку и уверенность» девушки, выразила оптимизм относительно того факта, что она будет сильной главной героиней Final Fantasy XV.
Роль Луны в Final Fantasy XV также подверглась критике. В своём обзоре игры Молли Л. Паттерсон из Electronic Gaming Monthly сетовала на плохое изображение женщин в истории на её примере. Рецензент IGN Винс Ингенито раскритиковал романтическую линию между Ноктисом и Лунафрейей, посчитав её плохо прописанной. Обозреватель GamesRadar+ Дэвид Робертс упомянул Лунафрейю среди многочисленных второстепенных персонажей, у которых не было достаточного экранного времени, чтобы игрок смог понять их. В ретроспективной статье об игре для PC Gamer Сэмюэл Робертс отметил, что героиня появляется в игре примерно четыре раза, из-за чего, по мнению обозревателя GamesPresso Шона Тимма, сцена смерти девушки не сработала должным образом, несмотря на её трагичность и влияние на протагониста, а Сальваторе Пейн из Paste Magazine назвал этот эпизод шокирующим. В обзоре расширенной версии игры Royal Edition Дженни Лада из Siliconera похвалила добавление в финал сцены, в которой Луна призывает Астралов, чтобы помочь Ноктису, так как в ней героиня исполняет свою роль.
Критики неоднозначно оценили появления Лунайфрейи в медиа по мотивам Final Fantasy XV. В рецензии на «Кингслейв» Мэтт Кеймен из Wired раскритиковал изображение женских персонажей в анимационной фильме и назвал Лунафрейю стереотипной девицей в беде; в то же время Кемейн положительно оценил игру Хиди. Рецензент Polygon Эшли О описала Лунафрейю как «хрупкую, болезненно выглядящую помеху», которая обнуляет любые достижения остальных персонажей, несмотря на попытки создателей фильма показать её иначе. С другой стороны, Корриа похвалила роль Лунафрейи в «Кингслейве»: она выделила несколько моментов из фильма, в которых героиня участвует в напряжённых боевых сценах, а также в ожесточённых столкновениях с антагонистами, сохраняя при этом спокойствие и уравновешенность.
В своей рецензии на роман «Рассвет будущего» Джеймс Беккет из Anime News Network заявил, что история Лунафрейи — как и сюжетная линия Ноктиса — была лучшей частью повествования, хотя сам сюжет обозреватель назвал спорным. Редакция Anime UK высоко оценила арку персонажа Луны, назвав её и Ардина лучшими героями книги. Обозреватель RPGFan Питер Тризенберг напротив указал на противоречивое изображение героини, как в романе, так и во вселенной FFXV в целом. Рецензент RPGamer Алекс Фуллер отметил развитие Лунафрейи через её взаимодействие со второстепенным персонажем Соларой.
В «Грандиозном опросе Final Fantasy» для японских игроков, проведённом NHK в 2020 году, Лунафрейя заняла 69-е место среди лучших персонажей франшизы. В том же году некоторые зрители летних Олимпийских играх указали на внешнее сходство героини FFXV и казахской спортсменки Ольги Рыпаковой.